# Juan Manuel Alonso-Allende

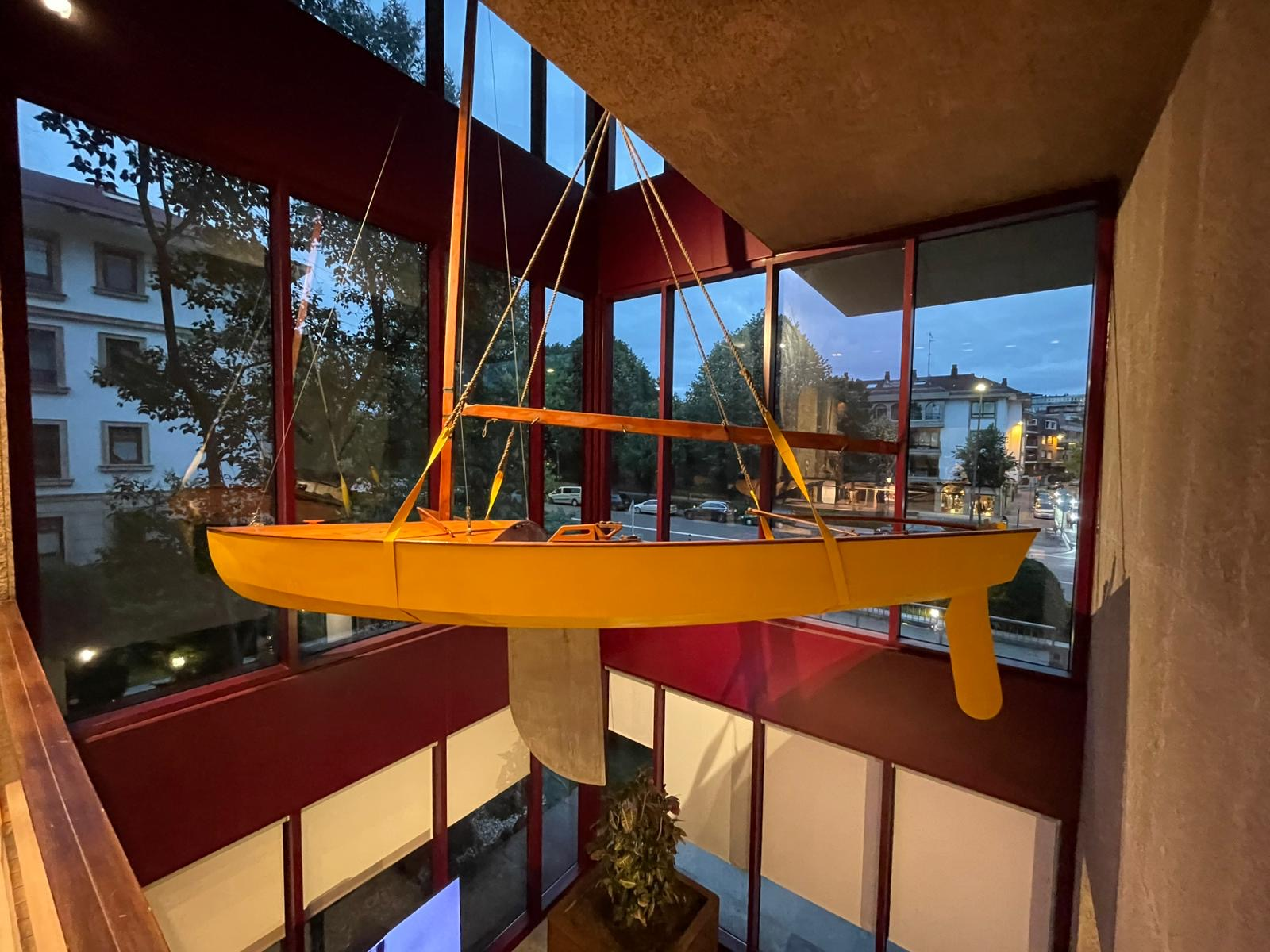
El Snipe "Guadalimar", con el que Juan Manuel Alonso-Allende y Gabriel Laiseca ganaron el primer campeonato del mundo para España, en 1957, expuesto en el Real Club Marítimo del Abra y Real Sporting Club.

Juan Manuel Alonso-Allende Allende, (nacido el 8 de diciembre de 1918 en Bilbao, País Vasco y fallecido el 10 de marzo de 1984 en Madrid) fue un regatista de vela, directivo deportivo e ingeniero naval español.
Fue 9 veces campeón de España en diferentes clases de vela a lo largo de tres décadas y participó en tres Juegos Olímpicos de Verano. El mayor éxito de su carrera deportiva fue el campeonato del mundo de clase Snipe, que logró en Cascaes, Portugal, en 1957, junto con su tripulante Gabriel Laiseca. Fueron los primeros españoles en conseguirlo. 

## Biografía
Era un deportista del Real Sporting Club, que en 1972 se fusionó con el Real Club Marítimo del Abra para dar lugar al actual Real Club Marítimo del Abra y Real Sporting Club.
Ganó el primer campeonato de España de la clase snipe de tripulante con su hermano José María en 1942, en Vigo. Posteriormente pasó a competir en la clase Star, en la que se proclamó campeón de España en 1943, 1945, 1947, 1966, 1967 y 1968. En 1954 volvió a navegar también en su clase de origen, la clase Snipe, volviendo a proclamarse campeón de España, esta vez como patrón, en los años 1956 y 1957. Es entonces cuando logra su mayor éxito deportivo, al proclamarse junto con Gabriel Laiseca, campeón del mundo en 1957, en Cascaes, Portugal.

## Participaciones en Juegos Olímpicos
Participó en tres Juegos Olímpicos:
- Londres 1948, puesto 19 en la clase Firefly.
- Roma 1960, puesto 11 en la clase Flying Dutchman.
- México 1968, puesto 18 en la clase Star.

## Cargos directivos
Fue miembro de la Real Federación Española de Vela, como asesor técnico, desde 1948 y presidente desde 1958 hasta 1968. También fue miembro del Comité Permanente de la Federación Internacional de Vela desde 1962, miembro del Comité Técnico de embarcaciones de orza móvil de dicha federación desde 1956 hasta 1978 (como presidente de este Comité desde 1969) y del Comité de Dirección y Organización de Clases, desde 1961.